# Kościół baptystyczny w Malborku
Kościół baptystyczny w Malborku – neogotycka kaplica przy ul. Jagiellońskiej 105 w Malborku z 1910, nieprzerwanie służąca miejscowemu zborowi baptystycznemu.

## Historia
Budynek został wzniesiony w 1910. W 1945 przeszedł z rąk niemieckiej denominacji baptystycznej w ręce Polskiego Kościoła Chrześcijan Baptystów i jest siedzibą jego zboru. W różnych okresach, m.in. w latach 1946-49, mieściło się tutaj baptystyczne seminarium teologiczne.

## Architektura
Jest to dwukondygnacyjna budowla wzniesiona z cegły na planie prostokąta z przybudówką, wysoko podpiwniczona, pokryta dwuspadowym dachem. Elewacja posiada partie tynkowane w blendach szczytów, w polach blend okiennych i w gzymsie cokołowym "Kaplica powstała w okresie licznych realizacji architektury monumentalnej w mieście, związanych z zainteresowaniem Malborkiem z racji wielkich prac remontowo-konserwatorskich prowadzonych na zamku. Przykład architektury neogotyckiej z elementami modernizmu do dziś pełni swoją pierwotna funkcję".